# Afroedura pienaari
Espèce
Afroedura pienaari est une espèce de geckos de la famille des Gekkonidae.

## Répartition
Cette espèce est endémique du Limpopo en Afrique du Sud.

## Étymologie
Cette espèce est nommée en l'honneur d'Uys de Villiers Pienaar (1930–2011).

## Publication originale
- Jacobsen, Kuhn, Jackman & Bauer, 2014 : A phylogenetic analysis of the southern African gecko genus Afroedura Loveridge (Squamata: Gekkonidae), with the description of nine new species from Limpopo and Mpumalanga provinces of South Africa. Zootaxa, no 3846 (4), p. 451–501.